# Сан Роко (Леко)
Сан Роко је насеље у Италији у округу Леко, региону Ломбардија.
Према процени из 2011. у насељу је живело 134 становника. Насеље се налази на надморској висини од 329 м.